# Trangölen (Kvillinge socken, Östergötland)
Trangölen är en sjö i Norrköpings kommun i Östergötland och ingår i Motala ströms huvudavrinningsområde.